# یاپراک‌حصار (گوزل‌یورت)
یاپراک‌حصار (به ترکی استانبولی: Yaprakhisar) یک منطقهٔ مسکونی در ترکیه است که در گوزل‌یورت واقع شده‌است.